# Distretto di Juliaca
Il distretto di Juliaca è uno dei quattro distretti  della provincia di San Román, in Perù. Si trova nella regione di Puno e si estende su una superficie di 533,47 chilometri quadrati.

Ha per capitale la città di Juliaca e contava 218.485 abitanti al censimento 2005.